# 郭文奇
郭文奇（1963年6月—），男，汉族，河北行唐人，中华人民共和国政治人物。1984年6月加入中国共产党，1985年8月参加工作。在职研究生学历，工学博士学位，教授，教授级高级工程师。曾任中共江苏省委常委、组织部部长，中华人民共和国司法部党组成员、政治部主任，中央和国家机关工委副书记，中央纪委国家监委驻中央组织部纪检监察组组长，现任中央和国家机关工委分管日常工作的副书记。中共第二十届中央纪委委员。

## 个人履历
1998年起，历任山西广播电视大学副校长兼山西广播电视中等专业学校校长，山西煤炭管理干部学院院长、党委副书记，山西煤田地质局局长、党委副书记，山西省煤炭地质局局长、党委副书记，中国（太原）煤炭交易中心主任、党组书记等职。
2010年12月，郭文奇调任国家质量监督检验检疫总局食品生产监管司司长，此后历任国家食品药品监督管理总局人事司司长、党组成员、食品安全总监兼人事司司长等职。2016年12月起任国家食品药品监督管理局副局长、党组成员兼食品安全总监。
2017年5月，调任中共江苏省委常委、组织部部长。
2020年12月，任司法部党组成员、政治部主任。
2021年10月，调任中央和国家机关工委副书记。2022年3月，当选为中央和国家机关工会联合会主席。同年7月，不再担任中央和国家机关工委副书记职务。
2022年10月，以中央纪委国家监委驻中央组织部纪检监察组组长的身份亮相。
2023年4月，升任中央和国家机关工委分管日常工作的副书记（正部长级）。